# Violotta
A violotta a vonós hangszerek családjába tartozó hangszer. A brácsa (vagy a hegedű) tenor változata, a tenorbrácsa újjáélesztése.
Feltalálója egy német hangszerkészítő, Alfred Stelzner, aki 1891-ben alkotta meg a hangszert.
A zeneszerzők ritkán használják, például Felix Draeseke vonósötösében található. Az ötlet nem halt el teljesen, a hegedűoktettben szerepel egy tenor hegedű.
A hangszer ugyan félig-meddig megbukott, de elsősorban csak az emberek konzervatizmusa miatt. A hangszernek teljesen életképes hangja van, egyedül a magas regiszterben van tompább hangja, de mivel elsősorban tenor hangszernek készült, ez nem okoz akkora problémát.
„A violotta egy olyan karhegedű, amely méretre egy közepes méretű brácsának felel meg, négy, kvintenként elhelyezkedő húrral rendelkezik, amelyek egy oktávval a hegedű húrjai alatt vannak és a rá írott zene lejegyzéséhez egy új fajta G-kulcsot vezettem be, ami kinézetre az eredeti megfordítása. Minden hegedűs egyszerűen tud a violottán játszani; a hangszer formája és írásmódja is teljesen öröklődött az elődtől. Teljesen logikus lenne, hogy a tenor szólamokat ezen túl ebben az „új tenorkulcsban” jegyeznénk le. [Így is történt, ma egy violinkulcs alatta nyolcas számmal ugyanerre szolgál]
A jelenlegi vonósnégyesben a négy szólamot csak három különböző hangszer jeleníti meg. Hangterjedelme és hangszíne pótolja azt a hézagot, amit Handeltől kezdve Gretryn át Spohron és a többieken keresztül szinte mindenki hiányolt: a cselló és a brácsa közötti igazi tenor hangot.” [A szerk. szabad fordítása a Dresdner Anzeiger1897. évi január 12-i számának Stelzner által írt cikkéből]